# Leucophenga bella
Leucophenga bella är en tvåvingeart som beskrevs av Charles Howard Curran 1928. Leucophenga bella ingår i släktet Leucophenga och familjen daggflugor.
Artens utbredningsområde är Kongo-Kinshasa. Inga underarter finns listade i Catalogue of Life.